# Lukáš Seman
Lukáš Seman (Eperjes, 1987. október 6. –) szlovák válogatott vízilabdázó, az A-HÍD OSC ÚJBUDA bekkje. 2016-ban 13. helyezést ért el az Európa-bajnokságon hazája színeiben.

## Nemzetközi eredményei
- Európa-bajnoki 13. hely (Belgrád, 2016)